# Rodrigo Pacheco y Osorio

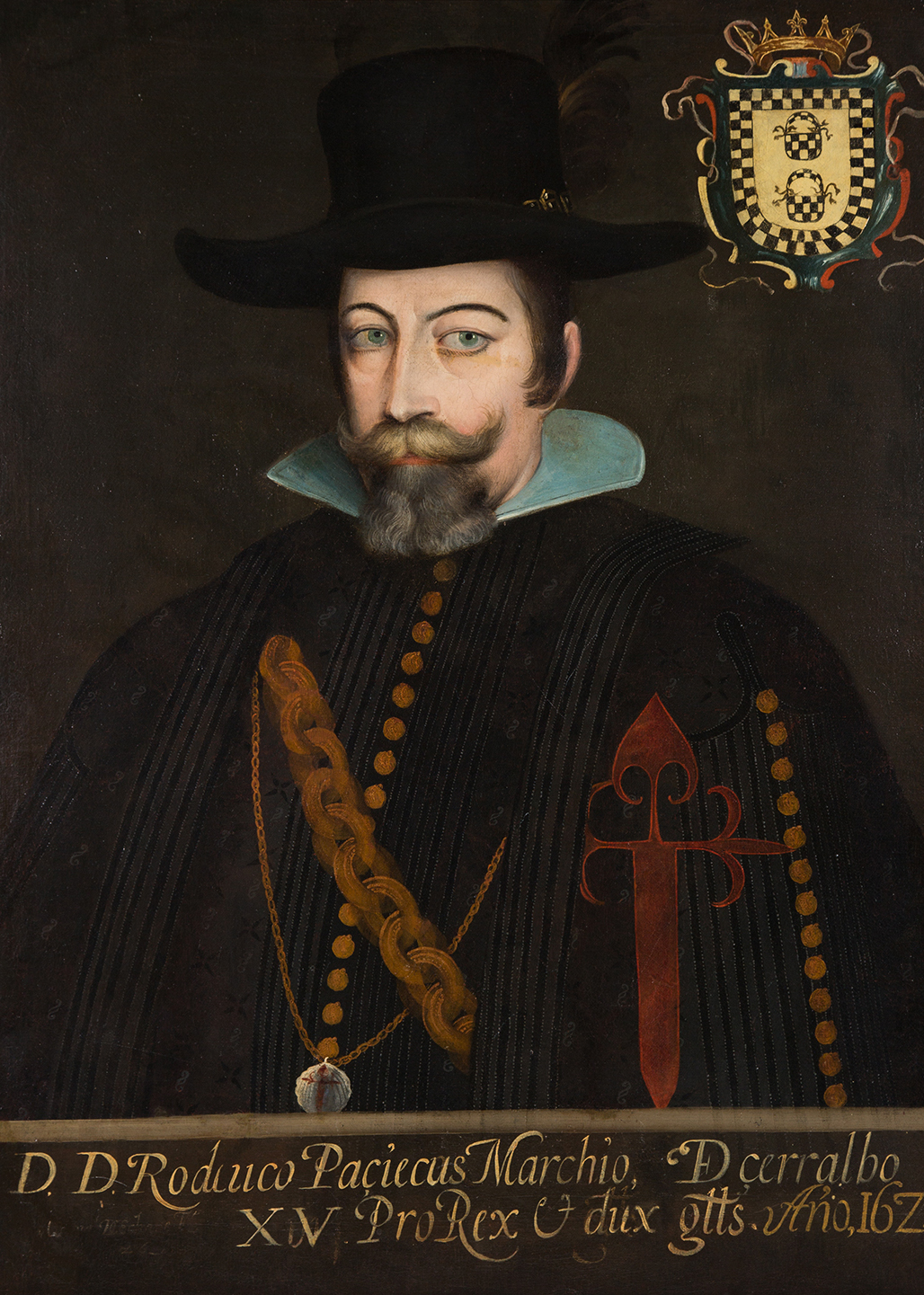
Rodrigo Pacheco y Osorio de Toledo

Rodrigo Pacheco y Osorio de Toledo, Marqués de Cerralvo (* vor 1570 in Spanien; † Juni 1652 in Madrid, Spanien) war ein spanischer Kolonialverwalter, der als Vizekönig von Neuspanien amtierte.

## Leben

### Herkunft und Karriere in Europa
Rodrigo Pacheco entstammte einer adligen Familie aus Spanien, diente in der königlichen Armee und amtierte als Inquisitor von Valladolid.

### Ernennung zum Vizekönig von Neuspanien
Als die Nachrichten vom heftigen Konflikt zwischen dem neuspanischen Vizekönig Diego Carrillo de Mendoza und dem Erzbischof von Mexiko-Stadt, Juan Pérez de la Serna, den spanischen Hof erreichten, entsandte König Philipp IV. Pacheco nach Mexiko, um Licht in die Angelegenheit zu bringen und die Schuldigen zu bestrafen. Zu diesem Zwecke wurde er mit umfassenden Vollmachten ausgestattet.
Im November 1624 erreichte Pacheco Mexiko-Stadt; zu dieser Zeit war sein Vorgänger bereits unter abenteuerlichen Umständen in Richtung Europa abgereist, um seine Sache dort selbst vor dem König zu vertreten.

### Bedrohung durch Holländer und Franzosen
Die Untersuchung der bürgerkriegsartigen Unruhen und Volksaufstände geriet allerdings zunächst in den Hintergrund. Spanien befand sich am Rande des Dreißigjährigen Krieges im Kriegszustand mit Frankreich und Holland, und der spanischen Kolonie drohte akute Gefahr. Holländische Freibeuter bedrohten die Hafenstadt Acapulco, die Ausgangspunkt für den Schiffsverkehr mit den spanischen Kolonien in Ostasien (etwa den Philippinen) war. Pacheco begab sich nach Acapulco und übersah die Verteidigungsvorrichtungen dort.
Auch Richtung Europa bedrohten Kaperer die spanische Schifffahrt. Der holländische Freibeuter Pit Hein kaperte vor den Bahamas einen spanischen Handelsschiffsverband mit 12 Millionen Pesos in Gold und Handelswaren an Bord.

### Überflutungen
Nachdem seine Vorgänger die Arbeiten am Deich- und Kanalsystem von Mexiko-Stadt aus Geldgründen eingestellt hatten und in der Folge die Stadt zur Regenzeit von schweren Überflutungen heimgesucht wurde, befahl Pacheco die Wiederaufnahme einiger Arbeiten. Die Arbeiten kamen nur schleppend voran, und 1627 und vor allem 1629 kam es erneut zu verheerenden Überschwemmungen; die Innenstadt stand annähernd zwei Meter tief unter Wasser. 30.000 Menschen starben, Teile des Stadtgebietes standen mehrere Jahre unter Wasser.
Im Mai 1630 wollte Pacheco die Hauptstadt nach Tacubaya verlegen, das höher gelegen war und daher vor Überschwemmungen leidlich sicher schien. Das Vorhaben scheiterte am Protest der Zünfte und Gilden, die stattdessen forderten, die Arbeiten an Deichen und Entwässerungskanälen mit Energie wiederaufzunehmen. Der Vizekönig fügte sich, und 1632 waren die Arbeiten weitgehend abgeschlossen: Der Huehuetoca-Kanal konnte eingeweiht werden, und der Deichring um die Innenstadt war erneuert worden.

### Rückkehr nach Europa
Die umfangreichen Infrastrukturmaßnahmen während Pachecos Amtszeit kosteten viel Geld. Hohe Summen liefen durch die Kassen des Vizekönigs, und einen Teil davon behielt Pacheco offenbar für sich zurück. Auch Korruption wird ihm nachgesagt. Die lange Amtszeit von über zehn Jahren verdankte er seinen guten Beziehungen zum Hofe, namentlich vom Herzog Olivares. Bei seiner Rückkehr nach Spanien 1635 war er ein außergewöhnlich reicher Mann.
König Philipp IV. war mit seiner Amtsführung zufrieden und bedachte Pacheco mit hohen Ehren. Er wurde in den Staatsrat berufen, zum Kammerherren des Hofes berufen und amtierte als Obersthofmeister. Später wurde er als Botschafter Spaniens an den kaiserlichen Hof nach Wien entsandt.
Rodrigo Pacheco y Osorio starb im Juni 1652 in Madrid.